# Svenljunga község
Svenljunga község (svédül: Svenljunga kommun) Svédország 290 községének egyike. 
A mai község 1971-ben jött létre.

## Települései
A községben 13 település található:
| Település      | Népesség | Megjegyzés         |
| -------------- | -------- | ------------------ |
| Svenljunga     |          | a község székhelye |
| Hillared       |          |                    |
| Holsljunga     |          |                    |
| Håcksvik       |          |                    |
| Kalv           |          |                    |
| Mjöback        |          |                    |
| Mårdaklev      |          |                    |
| Redslared      |          |                    |
| Roasjö         |          |                    |
| Sexdrega       |          |                    |
| Strömsfors     |          |                    |
| Östra Frölunda |          |                    |
| Överlida       |          |                    |

## Külső hivatkozások
- Hivatalos honlap Archiválva 2021. március 26-i dátummal a Wayback Machine-ben